# São Fernando (Muriaé)
São Fernando é uma comunidade rural pertencente ao município de Muriaé, em Minas Gerais. Se localiza perto do povoado de Divisório e contava, em 2017, com cerca de 500 habitantes.